# Biomonitoring
Biomonitoring is het systematisch in een tijdreeks verzamelen van gegevens van biotische componenten (organismen) van ecosystemen. Monitoring kan worden uitgevoerd door herhaalde inventarisatie van een selectie van soorten (zoals indicatorsoorten) of door herhaalde vegetatiekarteringen.

## Gebruik indicatorsoorten
Behoefte aan biomonitoring bestaat er bij het natuurbeheer, waar men geïnteresseerd is in de effectiviteit van verschillende beheermaatregelen. Bepaalde soorten in een ecosysteem kunnen worden gebruikt als indicatoren. Indicatorsoorten dienen gevoelig te zijn voor veranderingen in de (abiotische) factor die bestudeerd dient te worden. Van deze indicatorsoorten is bekend hoe hun populaties door deze factor worden beïnvloed. Als dan in andere ecosystemen het voorkomen van een aantal indicatorsoorten wordt bestudeerd dan kan uit die data relatief snel de status van het ecosysteem worden geschat ten opzichte van deze factoren. 
Voorbeelden van monitoring met behulp van indicatorsoorten zijn:
- nitraat- en fosfaatconcentraties in meren aan de hand van gevoelige algen;
- de diepte van de grondwaterspiegel aan de hand van freatofyten;
- de luchtvervuiling aan de hand van epifytische korstmossen en mossen (epifytenwoestijnen).

Biomonitoring wordt indirect ook gebruikt in de paleologie, waarbij men de status van deze factoren in het verleden probeert te ontdekken, aan de hand van de aanwezigheid van indicatorsoorten als fossielen in het sediment, om zo iets te kunnen zeggen over de 'natuurlijkheid' van een bepaald ecosysteem. 
Bij menselijke populaties is sprake van humane biomonitoring, bijvoorbeeld via bloedonderzoek.